# Angelica breweri
Angelica breweri es una especie de hierba de la familia de las apiáceas. Es originaria de Norteamérica en la zonas mon tañosas del este de California y oeste de Nevada, en los bosques de coníferas. 

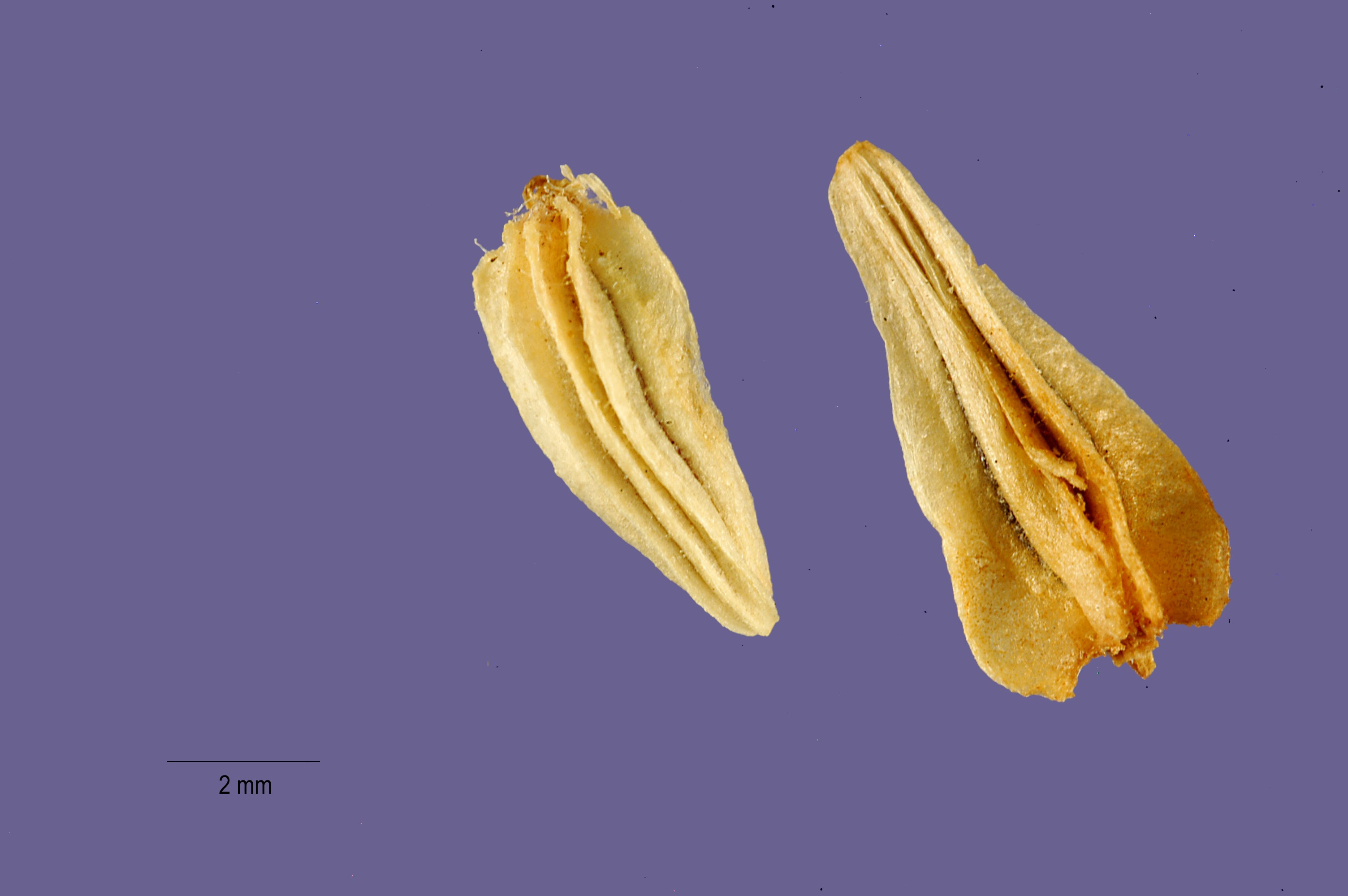
Semillas

## Descripción
Es una hierba perenne erecta, con vástago hueco, con pelos a una altura comprendida entre 1 y 2 metros. Las hojas grandes se componen de muchas hojuelas, cada una de hasta 10 centímetros de largo. La inflorescencia en forma de umbela con un máximo de 50 largos rayos que sostienen racimos de flores blancas peludas. El fruto es un par de cuerpos, conteniendo cada uno una semilla.

## Taxonomía
Angelica breweri fue descrita por  Asa Gray y publicado en Proceedings of the American Academy of Arts and Sciences 7(2): 348. 1868.
Etimología
Ver: Angelica
breweri: epíteto otorgado en honor del botánico americano William Henry Brewer (1828-1910).
Sinonimia
- Angelica arguta var. breweri (A.Gray) DiTomaso[3]